# Strategia metropolii równowagi
Strategia metropolii równowagi – strategia rozwoju regionalnego stosowana we Francji mająca na celu ożywanie regionów położonym poza obszarem, którego centralnym punktem był Paryż. Polegała na rozwoju wielkich miast poza samym Paryżem i rozbudowy ich funkcji jako centrów innowacji oddziałujących na otoczenie.